# Пјетралта (Терамо)
Пјетралта (итал. Pietralta) је насеље у Италији у округу Терамо, региону Абруцо.
Према процени из 2011. у насељу је живело 157 становника. Насеље се налази на надморској висини од 998 м.